# Saison 4 d'Au-delà du réel : L'aventure continue
Chronologie
Saison 3 Saison 5
Cet article présente le guide des épisodes de la quatrième saison de la série télévisée Au-delà du réel : L'aventure continue (The Outer Limits).

## Épisodes

### Épisode 1:Nature criminelle
- États-Unis : 23 janvier 1998
- France : 11 décembre 1999

### Épisode 2:Chasse tragique
- États-Unis : 30 janvier 1998
- France : 1er janvier 2000

- Doug Savant (Kel-43)
- Bob Gunton (Clute)

### Épisode 3:Lavage de cerveau
- États-Unis : 6 février 1998
- France : 30 octobre 1999

- Dylan Walsh (Sgt. Eldritch)
- Christine Elise (Lt. Rozen)

### Épisode 4:Dans une autre vie
- États-Unis : 16 février 1998
- France : 13 novembre 1999

Kelly Rowan

### Épisode 5:Hors-jeu
- États-Unis : 20 février 1998
- France : 9 octobre 1998

- Adrian Pasdar (Tanner Brooks)
- Pat Morita (vieil homme)
- Claudette Mink (Jessica Brooks)

### Épisode 6:La Théorie de la relativité
- États-Unis : 27 février 1998
- France : 18 décembre 1999

### Épisode 7:Josh
- États-Unis : 6 mars 1998
- France : 25 décembre 1999

- Kate Vernon

### Épisode 8:Le Passage
- États-Unis : 13 mars 1998
- France : 13 novembre 1998

- James Marsden (Brav)
- Emmanuelle Vaugier (Shal)

### Épisode 9:Le Refus des autres
- États-Unis : 20 mars 1998
- France : 8 janvier 2000

- Lane Smith (Dr. Malcolm Boussard)
- Rachael Leigh Cook (Cassie Boussard)

### Épisode 10:Crise d'identité
- États-Unis : 27 mars 1998
- France : 22 janvier 2000

- Lou Diamond Phillips (Capitaine Cotter McCoy)
- Robert Joy (Dr. Greg Olander)
- Teri Polo (Sally McCoy)

### Épisode 11:Le Vaccin
- États-Unis : 3 avril 1998
- France : 15 janvier 2000

- Maria Conchita Alonzo
- Lane Gates
- Brent David Frazer

### Épisode 12:La Peur elle-même
- États-Unis : 10 avril 1998
- France : 29 janvier 2000

- Arye Gross (Bernard)
- Lorena Gale
- Jeffrey DeMunn (Dr. Pike)

### Épisode 13:Le Raid des Vénusiens
- États-Unis : 17 avril 1998
- France : 5 février 2000

- Amanda Tapping (Commander Kate Girard)
- Jim Byrnes (Gary Latimer)
- Jeffrey Jones (Dr. Scott Perkins)
- C. Thomas Howell (Miles Davido)

### Épisode 14:Vrai ou faux?
- États-Unis : 24 avril 1998
- France : 1er avril 2000

William Atherton

### Épisode 15:Mary 25
- États-Unis : 29 mai 1998
- France : 12 février 2000

- Tom Butler (Charlie Bouton)
- Michael Shanks (Melburn Ross)
- Sofia Shinas (Mary 25)

### Épisode 16:Alerte aux neutrons
- États-Unis : 5 juin 1998
- France : 19 février 2000

- Brett Cullen
- Peter Stebbings
- Kevin Tighe

### Épisode 17:Lithia
- États-Unis : 3 juillet 1998
- France : 25 mars 2000

- David Keith
- Claire Rankin
- Julie Harris

### Épisode 18:Le Monstre
- États-Unis : 10 juillet 1998
- France : 15 avril 2000

- Nicole De Boer
- Harry Hamlin
- Aaron Pearl
- Robert Guillaume

### Épisode 19:Sarcophage
- États-Unis : 7 août 1998
- France : 8 avril 2000

- Lisa Zane
- David Cubitt
- Robert Picardo

### Épisode 20:Leur dernier cauchemar
- États-Unis : 14 août 1998
- France : 22 avril 2000

- Steven Bauer (Sgt. Waylon Dumar)
- Maurice Dean Wint (Capt. Roger Kimbro)
- Brandy Ledford (Dr. Elana Chomsky)
- Robin Shou (Major Ronald Neguchi)
- Garry Chalk (General Seawell)

### Épisode 21:La Terre promise
- États-Unis : 21 août 1998
- France : 29 avril 2000

- Caroline Goodall
- Jessica Harmon
- Susan Hogan
- René Auberjonois

### Épisode 22:L'Équilibre de la nature
- États-Unis : 4 septembre 1998
- France : 6 mai 2000

- Harve Presnell
- Andrew Airlie
- Barbara Rush

### Épisode 23:L'Origine de l'espèce
- États-Unis : 27 novembre 1998
- France : 13 mai 2000

- Ryan Reynolds (Paul Nodel)

### Épisode 24:Malentendu tragique
- États-Unis : 4 décembre 1998
- France : 20 mai 2000

- Adam Baldwin  (Major James Owen)
- Barbara Eve Harris  (Colonel Samantha Elliot)
- Joan Chen  (Major Dara Talif)

### Épisode 25:La Boîte noire
- États-Unis : 11 décembre 1998
- France : 2 janvier 2001

- Ron Perlman  (Brandon "Blade" Grace)
- Maria del Mar  (Jennifer Rigny)
- Chris Mulkey  (Mike "Hammer")

### Épisode 26:À notre image
- États-Unis : 18 décembre 1998
- France : 2 janvier 2001

- Nicholas Lea (Mac 27)
- Nana Visitor (Cecilia Fairman)